# Untervaz
Untervaz é uma comuna da Suíça, no Cantão Grisões, com cerca de 2.228 habitantes. Estende-se por uma área de 27,67 km², de densidade populacional de 81 hab/km². Confina com as seguintes comunas: Haldenstein, Mastrils, Pfäfers (SG), Trimmis, Zizers.
A língua oficial nesta comuna é o Alemão.